# Тарсене-Фушран
Тарсене-Фушран (фр. Tarcenay-Foucherans) — муніципалітет у Франції, у регіоні Бургундія-Франш-Конте, департамент Ду. Тарсене-Фушран утворено 1 січня 2019 року шляхом злиття муніципалітетів Фушран i Тарсене. Адміністративним центром муніципалітету є Тарсене. Населення — 1508 осіб (01.01.2021).